# Saint-Dizier-les-Domaines
Saint-Dizier-les-Domaines é uma comuna francesa na região administrativa da Nova Aquitânia, no departamento de Creuse. Estende-se por uma área de 15,89 km². Em 2010 a comuna tinha 198 habitantes (densidade: 12,5 hab./km²).